# Деркачи (Хмельницкая область)
Деркачи (укр. Деркачі) — село в Хмельницком районе Хмельницкой области Украины, на реке Иква.
Население по переписи 2001 года составляло 365 человек. Почтовый индекс — 31171. Телефонный код — 3854. Занимает площадь 1,382 км². Код КОАТУУ — 6824286203.

## Местная власть
31160, Хмельницкая обл., Хмельницкий р-н, с. Миролюбное.